# Інукай Цуйосі
Інукай Цуйосі (яп. 犬養 毅; нар. 20 квітня 1855, Окаяма — пом. 15 травня 1932, Токіо) — японський політик, член кабінету міністрів і прем'єр-міністр Японії з 13 грудня 1931 по 15 травня 1932.